# Miss Coco Peru

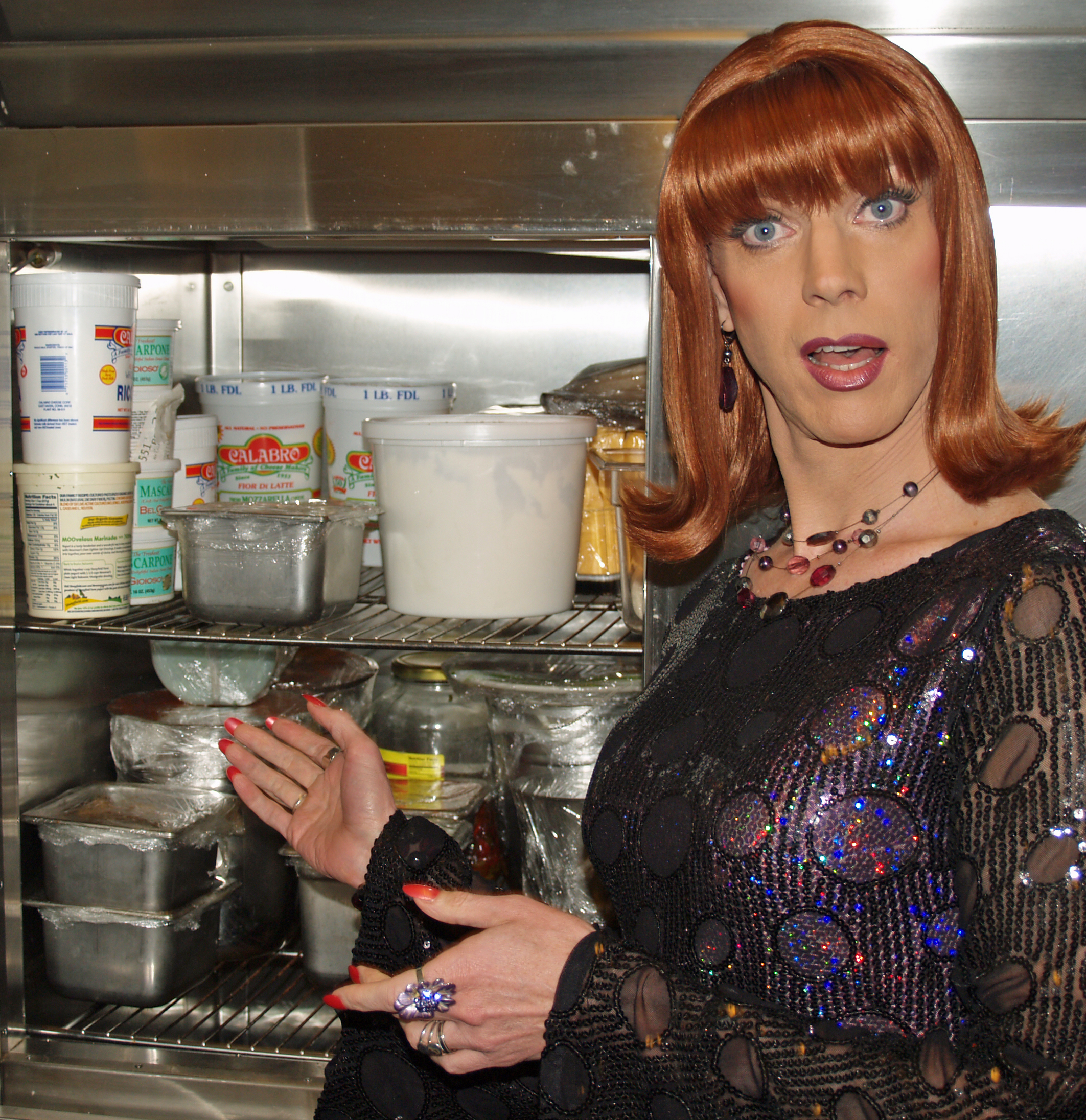
Coco Peru am The Public Theater in New York City.

Miss Coco Peru, eigentlich Clinton Leupp (* 27. August 1965 in New York City, New York) ist ein US-amerikanischer Schauspieler und insbesondere als Drag Queen in den Vereinigten Staaten bekannt.

## Leben
Leupp ist als Schauspieler in den Vereinigten Staaten tätig. Bekannt ist er insbesondere in seiner Travestierolle von Miss Coco Peru. 2009 war Miss Coco Peru Gastgeberin der 20. GLAAD Media Awards am Nokia Theatre L.A.

## Filmografie (Auswahl)
- 1995: To Wong Foo, thanks for Everything, Julie Newmar, Comedyfilm
- 1999: Trick, independent Film
- 2003: Girls Will Be Girls von Richard Day
- 2005: Wisecrack, Comedyserie auf Logo
- 2010: How I Met Your Mother, Comedyserie, Folge 6x05

## Preise und Auszeichnungen (Auswahl)
- 1992: MAC und Backstage Bistro Award für Miss Coco Peru:A Legend in Progress
- 2003: Best Actor Grand Jury Award bei Outfest (gemeinsam mit Jack Plotnick und Varla Jean Merman)
- 2004: GLAAD Award für Outstanding Los Angeles Theatre